# Dirphia albilinea
Dirphia albilinea är en fjärilsart som beskrevs av William Schaus 1908. Dirphia albilinea ingår i släktet Dirphia och familjen påfågelsspinnare. Inga underarter finns listade i Catalogue of Life.